# 一维空间

數線

一维空间是指僅由一個要素構成的空間。就如一张纸上有两个点把这两个点连成一条直线，这一条直线没有高度和深度，只有长度。數線是一維空間的一例，藉由數線上的單位長度來表示每個點的位置。

## 一維幾何

### 多胞形
在維數為一的一維空間裡存在的多胞形是由兩個端點包圍住的一個封閉一維空間，即線段。在定義上，這個一維多胞形（或稱1-多胞形）在施萊夫利符號中以： { } 表示，而在考克斯特記號中則以一個有環的節點：表示。諾曼·約翰遜將之稱為ditel，並在施萊夫利符號中以{ }表示。

### 超球體
在一維中的超球體是一對點，因為它的表面為零維度，所以有時叫作0球。它的長度是：
{\displaystyle L=2r}
{\displaystyle r}是它的半徑。

## 一維空間坐標系
最常見的一維坐標系有數線及角。

數線
角

## 一維空間的例子
一維空間包括了數線、一個維度的向量空間，有時也會將時間視為一維空間。